# Maria Pasztor
Maria Pasztor, właśc. Grażyna Maria Pasztor (ur. 9 września 1958 w Sokołowie Podlaskim) – polska historyczka i badaczka stosunków międzynarodowych, profesor nauk humanistycznych, wykładowczyni na Wydziale Nauk Politycznych i Studiów Międzynarodowych Uniwersytetu Warszawskiego (d. ISM UW).

## Życiorys
W 1983 ukończyła studia historyczne na Wydziale Historycznym Uniwersytetu Warszawskiego. 29 listopada 1990 roku uzyskała doktorat w Instytucie Historii Polskiej Akademii Nauk na podstawie rozprawy Hugo Kołłątaj na Sejmie Czteroletnim w latach 1791–1792. 11 maja 2000 ta sama jednostka nadała jej stopień doktora habilitowanego na podstawie dorobku naukowego oraz pracy Polska w oczach francuskich kół rządowych w latach 1924–1939. 21 lutego 2005 roku otrzymała tytuł naukowy profesora nauk humanistycznych.
Pracowała w Instytucie Historii PAN, Instytucie Historii Nauki PAN, Instytucie Stosunków Międzynarodowych Uniwersytetu Mikołaja Kopernika, Instytucie Historii Uniwersytetu w Białymstoku, a także w Instytucie Studiów Politologicznych Uniwersytetu Łódzkiego. Następnie związana z Instytutem Stosunków Międzynarodowych UW, a po jego reorganizacji Katedrą Historii Politycznej Wydziału Nauk Politycznych i Studiów Międzynarodowych UW.
Jest specjalistką w zakresie historii najnowszej, w szczególności zaś historii i polityki Francji.